# Effusiella
Effusiella é um género botânico pertencente à família das orquídeas (Orchidaceae).

## Sinônimos
- Pleurothallis subgen. Effusia Luer, Monogr. Syst. Bot. Missouri Bot. Gard. 79: 54. 2000 (em parte).
- Pleurothallis sect. Effusia Lindley (em parte).

## Histórico
Estabelecido em 2007 por Carlyle August Luer, quando elevou à categoria de gênero o correspondente subgênero de Pleurothallis, publicado em Monographics in Systematic Botany from the Missouri Botanical Garden, volume 112. A Effusiella amparoana é sua espécie tipo.
As espécies deste gênero apresentam um histórico de classificação bastante complexo. Quando inicialmente descritas, estavam subordinadas a gêneros diversos.
Em 1986 Luer agrupou todas sob uma seção do subgênero Specklinia de Pleurothallis.
Em 2000, ao estudar melhor essas espécies concluiu que a despeito de se parecerem com Anathallis, algumas se parecem ainda mais com Acianthera', assim resolveu criar um subgênero especificamente para elas.
Em 2001 Chase e Pridgeon, ao analisarem seu posicionamento filogenético, concluíram que na realidade, apesar de suas flores parecerem com as de Pleurothallis, estas espécies evoluiram de um ancestral comum de Stelis e não de Pleurothallis, assim, não querendo criar um novo gênero, subordinatam todas a Stelis.
Como a diferença de morfologia floral que apresentam com Stelis é enorme, Luer preferiu propor o gênero Effusiella para agrupá-las. Afirma ainda que no Brasil existem espécies morfológicamente muito próximas de Effusiella, que somente puderam ser separadas destas por meio de análises moleculares, estas espécies correspondem ao que Pabst considerava a seção fractiflexae de Pleurothallis. Luer inclui estas espécies do Brasil no gênero Pabstiella.

## Distribuição
Effusiella subordina cerca de quarenta espécies pequenas ou de tamanho médio, epífitas, raro terrestres, geralmente de crescimento cespitoso, por vezes algo reptantes, que ocorrem na América Central, Andes e Caribe.

## Descrição
Luer afirma que podem ser diferenciadas de Anathallis por apresentarem as sépalas laterais variadamente até inteiramente concrescidas então formando uma sinsépala côncava, e de Acianthera por apresentaram pétalas obtusas, de margens inteiras à primeira vista, mas que na realidade são microscopicamente serrilhadas.
São plantas de rizoma mais ou menos curto com ramicaules unifoliados curtos ou mais alongados guarnecido por apenas uma bainha tubular no máximo até a metade de seu comprimento, e folhas coriáceas variáveis em espessura e formato. A inflorescência é muito variável, nasce do ápice do ramicaule e pode seur curta até bastante longa, ereta ou semi ereta, com flores em sucessão, simutâneas ou solitárias, algumas vezes formando ângulos sinuosos.
As flores são formadas por sépalas variadamente concrescidas, de formatos váriáveis, pétalas conforme descritas acima, e labelo arqueado, mais ou menos trilobado, com lobos eretos e dois calos perto da base, às vezes na margem do labelo, subunguiculado. A coluna é alongada e apresenta antera ventral com duas polínias e prolongamento podiforme variável.

## Filogenia
Notas a respeito de sua filogenia podem ser encontradas nos artigos referentes a Stelis e Pleurothallis.

## Espécies
1. Effusiella amparoana (Schltr.) Luer, Monogr. Syst. Bot. Missouri Bot. Gard. 112: 116 (2007).
2. Effusiella brenneri (Luer) Luer, Monogr. Syst. Bot. Missouri Bot. Gard. 112: 116 (2007).
3. Effusiella chlorina (Luer) Luer, Monogr. Syst. Bot. Missouri Bot. Gard. 112: 116 (2007).
4. Effusiella cocornaensis (Luer & R.Escobar) Luer, Monogr. Syst. Bot. Missouri Bot. Gard. 112: 116 (2007).
5. Effusiella convallaria (Schltr.) Luer, Monogr. Syst. Bot. Missouri Bot. Gard. 112: 116 (2007).
6. Effusiella convoluta (Lindl.) Luer, Monogr. Syst. Bot. Missouri Bot. Gard. 112: 116 (2007).
7. Effusiella cypripedioides (Luer) Luer, Monogr. Syst. Bot. Missouri Bot. Gard. 112: 116 (2007).
8. Effusiella dilatata (C.Schweinf.) Luer, Monogr. Syst. Bot. Missouri Bot. Gard. 112: 116 (2007).
9. Effusiella diminuta (Luer) Luer, Monogr. Syst. Bot. Missouri Bot. Gard. 112: 116 (2007).
10. Effusiella erucosa (Luer & R.Escobar) Luer, Monogr. Syst. Bot. Missouri Bot. Gard. 112: 116 (2007).
11. Effusiella flexuosa (Poepp. & Edlich.) Luer, Monogr. Syst. Bot. Missouri Bot. Gard. 112: 116 (2007).
12. Effusiella fornicata (Luer) Luer, Monogr. Syst. Bot. Missouri Bot. Gard. 112: 116 (2007).
13. Effusiella immersa (Linden & Rchb.f.) Luer, Monogr. Syst. Bot. Missouri Bot. Gard. 112: 116 (2007).
14. Effusiella imraei (Lindl.) Luer, Monogr. Syst. Bot. Missouri Bot. Gard. 112: 116 (2007).
15. Effusiella jalapensis (Kraenzl.) Luer, Monogr. Syst. Bot. Missouri Bot. Gard. 112: 116 (2007).
16. Effusiella lehmanneptis (Luer & R.Escobar) Luer, Monogr. Syst. Bot. Missouri Bot. Gard. 112: 116 (2007).
17. Effusiella listerophora (Schltr.) Luer, Monogr. Syst. Bot. Missouri Bot. Gard. 112: 116 (2007).
18. Effusiella longispicata (L.O.Williams) Luer, Monogr. Syst. Bot. Missouri Bot. Gard. 112: 117 (2007).
19. Effusiella niesseniae (Luer) Luer, Monogr. Syst. Bot. Missouri Bot. Gard. 112: 117 (2007).
20. Effusiella nigriflora (L.O.Williams) Luer, Monogr. Syst. Bot. Missouri Bot. Gard. 112: 117 (2007).
21. Effusiella nonresupinata (Solano & Soto Arenas) Luer, Monogr. Syst. Bot. Missouri Bot. Gard. 112: 117 (2007).
22. Effusiella oestlundiana (L.O.Williams) Luer, Monogr. Syst. Bot. Missouri Bot. Gard. 112: 117 (2007).
23. Effusiella ornata (Rchb.f.) Luer Luer, Monogr. Syst. Bot. Missouri Bot. Gard. 112: 117 (2007).
24. Effusiella petiolaris (Luer) Luer Luer, Monogr. Syst. Bot. Missouri Bot. Gard. 112: 117 (2007).
25. Effusiella platystylis (Schltr.) Luer, Monogr. Syst. Bot. Missouri Bot. Gard. 112: 117 (2007).
26. Effusiella prolixa (Luer & Hirtz) Luer, Monogr. Syst. Bot. Missouri Bot. Gard. 112: 117 (2007).
27. Effusiella pseudocheila (Luer) Luer, Monogr. Syst. Bot. Missouri Bot. Gard. 112: 117 (2007).
28. Effusiella resupinata (Ames) Luer, Monogr. Syst. Bot. Missouri Bot. Gard. 112: 117 (2007).
29. Effusiella retusa (La Llave & Lex.) Luer, Monogr. Syst. Bot. Missouri Bot. Gard. 112: 117 (2007).
30. Effusiella rostratissima (Luer & J.J.Portilla) Luer, Monogr. Syst. Bot. Missouri Bot. Gard. 112: 117 (2007).
31. Effusiella scabrata (Lindl.) Luer, Monogr. Syst. Bot. Missouri Bot. Gard. 112: 117 (2007).
32. Effusiella tarantula (Luer & Hirtz) Luer, Monogr. Syst. Bot. Missouri Bot. Gard. 112: 117 (2007).
33. Effusiella thomasiae (Luer) Luer, Monogr. Syst. Bot. Missouri Bot. Gard. 112: 117 (2007).
34. Effusiella tortilis (Luer & R.Escobar) Luer, Monogr. Syst. Bot. Missouri Bot. Gard. 112: 117 (2007).
35. Effusiella trichostoma (Luer) Luer, Monogr. Syst. Bot. Missouri Bot. Gard. 112: 117 (2007).
36. Effusiella trulla (Rchb.f. & Warsz.) Luer, Monogr. Syst. Bot. Missouri Bot. Gard. 112: 117 (2007).
37. Effusiella vaginata (Schltr.) Luer, Monogr. Syst. Bot. Missouri Bot. Gard. 112: 117 (2007).
38. Effusiella villosa (Knowles & Westc.) Luer, Monogr. Syst. Bot. Missouri Bot. Gard. 112: 117 (2007).
39. Effusiella ximenae (Luer & Hirtz) Luer, Monogr. Syst. Bot. Missouri Bot. Gard. 112: 117 (2007).